# Guyangan (Krucil)
Guyangan is een bestuurslaag in het regentschap Probolinggo van de provincie Oost-Java, Indonesië. Guyangan telt 1829 inwoners (volkstelling 2010).